# Bábism
Bábismul este o mișcare religioasă care a înflorit în Persia în perioada 1844-1852. Spre deosebire de alte mișcări religioase de acolo, bábismul s-a despărțit în totalitate de Islam și a vrut să fie o nouă mișcare religioasă. Deși mulți s-au opus acestui nou curent mai ales în anii '50 ai secolului 19, el a rezultat în crearea religiei Bahá'í, care este o continuare a acestuia.